# Колористика
Колористика (от итал. colorito, от лат. color — краска, цвет, окраска, вид, внешность) — раздел искусствознания, наука о цвете, включающая знания о природе цвета и света, основных, составных и дополнительных хроматических тонах, основных характеристиках цвета, цветовых гармониях, психологических закономерностях восприятия цвета и цветовой культуре в различных видах искусства. Устаревшее название — цветоведение.

## Основные разделы колористики
Колориметрия (от лат. color — цвет и греч. μετρεω — измеряю) — наука об измерении количественных характеристик цвета. Научную основу колориметрии составляют исследования свойств света И. Ньютона. Развитие ньютоновской теории составных цветов спектра осуществлял немецкий математик Г. Грассман. По законам Ньютона-Грассмана каждый цвет является суммой трёх других цветов, взятых в определённых долях, называемых основными. Колориметрия сообщает основные способы, приёмы и единицы измерения яркости, светлоты и насыщенности цветовых тонов спектра. Разработанные в этой науке шкалы эффективно используют дизайнеры, архитекторы, но они не требуются живописцам, которые соответственно природе своего искусства, полагаются на опыт и никакими законами не измеряемое «чувство цвета».
Другой научной основой колористики является теория  дополнительности тонов  хроматического ряда. Дополнительными называют — пары цветов, оптическое смешение которых приводит к формированию психологического ощущения ахроматического тона (чёрного, белого или серого). Синоним понятия — «противоположные цвета». Термин «дополнительный цвет». тесно связан с введённым в колориметрию понятием основные цвета.
В цветовом круге, впервые разработанном немецким художником Ф. О. Рунге в 1809 году, показано расположение противоположных тонов: красный — зелёный, оранжевый — голубой, жёлтый — фиолетовый. В каждой паре один цвет тёплый, другой — холодный. Расположенные рядом, они усиливают друг друга. На этом оптическом свойстве основана цветовая гармония (достигаемая с помощью нюансировки тепло-холодных отношений). Более сложные взаимоотношения хроматических и ахроматических тонов изучают с помощью трёхмерной модели, также разработанной Рунге, называемой «Цветовой сферой».
Закономерности взаимодействия цвета в природе помимо Ньютона и Рунге изучали И. В. Гёте, Иттен, Оствальд и многие другие.
Практическое использование зрительных закономерностей взаимодействия тонов в живописи связано с общим понятием тональности.
Научные, в том числе экспериментальные, методы изучения природы света и цвета используют в  психологии восприятия цвета  как части общей психологии и экспериментальной психологии зрительного восприятия, в том числе гештальтпсихологии. Теория, методика и практика цветовой культуры в искусстве, быту, производственной деятельности изучаются в границах общей и прикладной теории культуры и эстетики.

## Колористика как учебный предмет
Научные данные колористики используют в своей работе специалисты многих родов, видов, разновидностей и жанров изобразительного, декоративного и прикладного искусства и технико-эстетического проектирования. Для подготовки живописцев в академиях художеств существуют учебные курсы колористики и техники живописи. Данные колористики используют в теории и практике цветомузыкального искусства, или светомузыки.
В самом общем значении основными задачами учебного курса колористики (обычно состоящего из теоретической и практической частей) являются:
- ознакомление с основными сведениями о природе цвета и цветовых сочетаний;
- ознакомление с основами психологии зрительного восприятия цвета;
- развитие практических навыков по организации цветовых отношений на плоскости, в объёме и пространстве;
- изучение методики и техники работы с цветом и красками.

Учебный курс колористики, как правило, включает следующие разделы:
1.Цвет в природе.
2.Теплохолодные отношения тонов и моделировка формы цветом.
3.Гармония цветовых отношений.
4.Пространственные свойства цвета.
5.Цветовая гамма
6.Цвет в истории мировой культуры.

## Колористика в парикмахерском искусстве
Колористикой называется наука об окрашивании волос. Она изучает красители и их свойства, декапирование и мелирование, препигментацию и совместимость оттенков.